# Тарзи, Пакизе
Пакизе Иззет Тарзи (тур. Pakize İzzet Tarzi; 1910, Алеппо, Османская империя — 2004, Стамбул, Турция) — турецкий врач, получившая известность как первая женщина-гинеколог в Турецкой Республике.

## Биография
Родилась в османском Алеппо в 1910 году. Ее отец был генеральным инспектором Ziraat Bankası в Алеппо. Семья переехала в Адану, когда британцы захватили Дамаск в 1918 году, а затем в Конью, когда французы взяли под контроль Адану. Она получила среднее образование в Sörler Okulu, а затем решила продолжить карьеру врача во время учебы в Американском женском колледже в Бурсе. Закончила учёбу на медицинском факультете в 1932 году.
После завершения всерьёз решила изучать медицину, так как с детства хотела стать только врачом. Переехала в Стамбул, чтобы продолжить свою учёбу. По решению суда достигла совершеннолетия и поступила в университет, где начала изучать физику и химию в Дарульфюнуне. Во время учёбы как представитель факультета она рассказывала иностранным делегатам о развитии страны и революциях на Международном женском конгрессе во дворце Йылдыз. Работала в Анталье в течение трёх недель,в рамках проекта, который был разработан после того, как президент Мустафа Кемаль Ататюрк попросил студенток-медиков посетить деревни; прилагала усилия по повышению осведомлённости среди женщин.
Она окончила медицинский факультет Стамбульского университета в 1932 году. Начала работать в гинекологической клинике Хасеки, которой руководил Вильгельм Липманн, в качестве первой женщины-ассистента университета. Во время своего специализированного обучения в области акушерства и гинекологии она вмешивалась во многие сложные операции и процедуры с профессором Липманном. Стала первой женщиной-гинекологом и первой выпускницей в области акушерства и гинекологии на медицинском факультете Стамбульского университета.
В 1935 году вышла замуж за Феттаха Тарзи, племянника афганского короля Амануллы-хана. Восстановила свою степень и начала работать врачом в Риме, где жила некоторое время со своим мужем, затем поселилась в Стамбуле из-за своего желания работать врачом в своей стране и рождения первого из троих детей. Хотя её диссертация была принята на экзамене на должность доцента, Пакизе Тарзи не была принята на должность доцента из-за того, что не прошла 45 минут на экзамене по прикладному классу, и бросила университет.
21 июля 1949 года в районе Шишли Стамбула открылась первая в Турции частная гинекологическая клиника, оснащённая передовым технологическим оборудованием. Её работа дала возможность тысячам людей родить. Она активно работала в клинике до 1998 года.
Была одним из основателей Ассоциации защиты животных, Ассоциации женщин с университетским образованием Турции и Ассоциации сороптимисток Стамбула (1948). Также получила известность как первая турецкая женщина, которая переплыла Босфор в 1930-х годах.
Скончалась 10 октября 2004 года в возрасте 94 лет. Похоронена на кладбище Зинджирликую.